# Вольнокурьяновское
Вольнокурьяновское (укр. Вільнокур'янівське) — село,
Михайловский сельский совет,
Вольнянский район,
Запорожская область,
Украина.
Код КОАТУУ — 2321584005. Население по переписи 2001 года составляло 25 человек.

## Географическое положение
Село Вольнокурьяновское находится на правом берегу реки Вольнянка,
выше по течению на расстоянии в 2 км расположено село Вольногрушевское,
ниже по течению на расстоянии в 1,5 км расположено село Вольноандреевка,
на противоположном берегу — село Вольноулановское.

## История
- Село Вольнокурьяновское основано в 1920-х годах.